# Robert Rippon

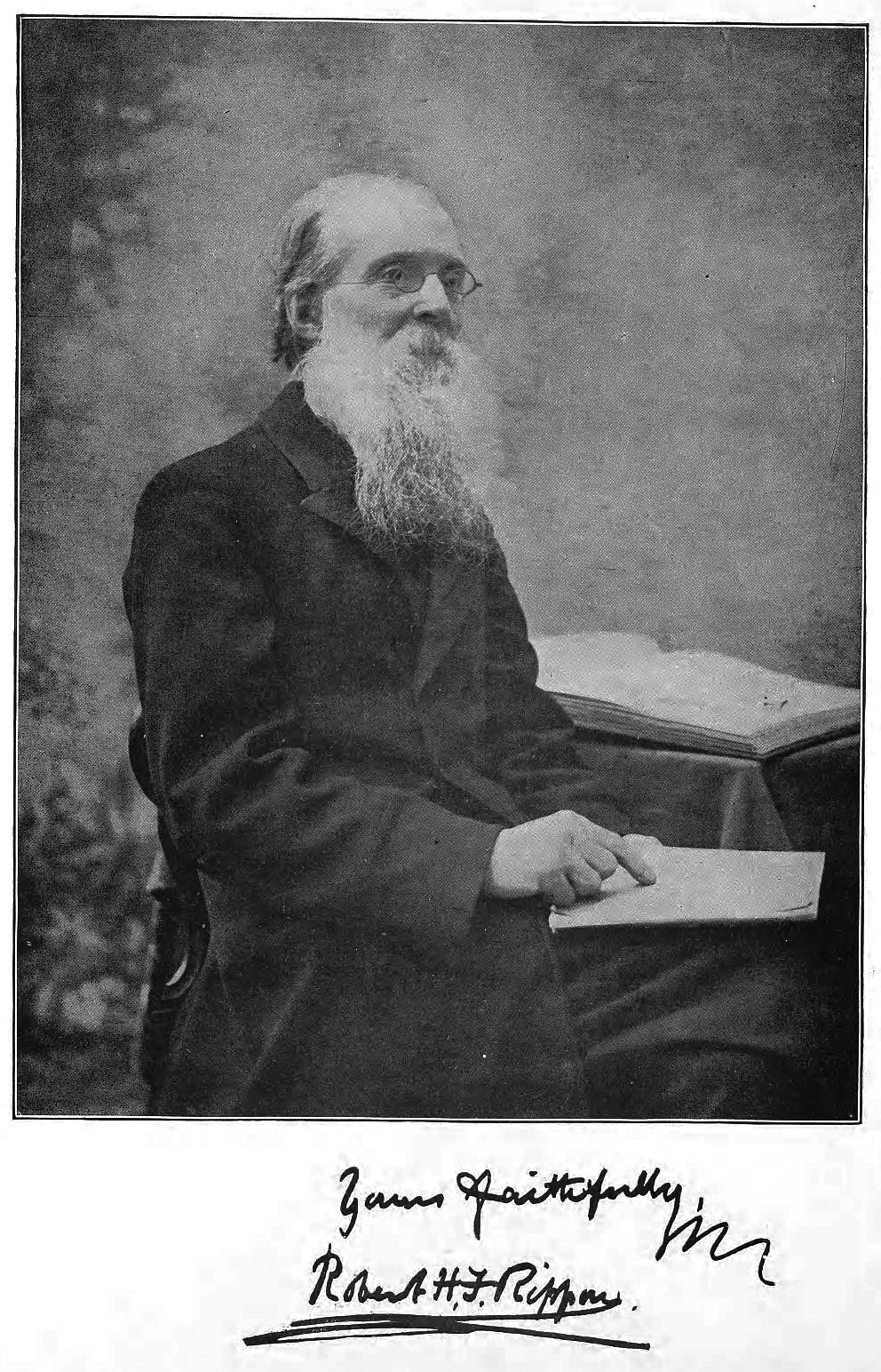
Ritratto con firma risalente al 1898

Robert Henry Fernando Rippon (Bocking, 1836 circa – 16 gennaio 1917) è stato uno zoologo, entomologo e illustratore britannico.

## Biografia
Nato nell'Essex, si conosce piuttosto poco riguardo alla sua gioventù: amante di musica e poesia, gli sono state riconosciute alcune composizioni al pianoforte.
Nel 1876 si trasferì a Londra, guadagnandosi da vivere come illustratore, con lavori commissionatigli, fra gli altri, anche da Godman e Salvin (per i quali illustrò la Biologia Centrali-Americana): durante questo periodo, strinse un legame di amicizia con George Robert Crotch ed in particolare con John Obadiah Westwood, al quale dedicherà in seguito il primo volume del suo magnum opus, Icones Ornithopterorum, dedicando invece il secondo a Walter Rothschild.
Astemio e molto religioso, contrario alle punizioni corporali ed alla pena di morte, Rippon ebbe due figli, una femmina di nome Faithful ed un maschio di nome Edrick Victor, che seguirà le orme paterne interessandosi in entomologia e malacologia dopo essersi trasferito a Toronto.
Rippon acquisì numerosissimi campioni di animali in vita, operando soprattutto in Birmania e Sud-est asiatico: alla sua morte, la vedova cercò di vendere la collezione al British Museum per 1000 sterline, cifra giudicata eccessiva dalla figlia di Richard Bowdler Sharpe, che ne attestò invece il valore a circa la metà.

La parte entomologica della collezione di Rippon (comprendente oltre 105.000 reperti) venne infine acquistata da Lord Rhondda, che in seguitò la donerà al National Museum of Wales: ignoto è invece il fato della parte ornitologica della collezione.